# Eunotiaceae
Famille
Les Eunotiaceae sont une famille d'algues de l'embranchement des Bacillariophyta, de la classe des Bacillariophyceae et de l’ordre des Eunotiales.

## Étymologie
Le nom vient du genre type Eunotia formé avec le préfixe eu-, « vrai ; bon ; bien », et du suffixe -noti, « du Sud ; humidité ».

## Liste des genres
Selon AlgaeBase (1er mai 2022) :
- Actinella F.W.Lewis, 1864
- Amphicampa (Ehrenberg) Ralfs, 1861
- Amphorotia D.M.Williams & G.Reid, 2006
- Bicudoa C.E.Wetzel, Lange-Bertalot & L.Ector, 2012
- Burliganiella C.E.Wetzel & Kociolek, 2018
- Colliculoamphora D.M.Williams & G.Reid, 2006
- Desmogonium Ehrenberg, 1848
- Eunophora W.Vyverman, K.Sabbe & D.G.Mann, 1998
- Eunotia Ehrenberg, 1837 - genre type
- Eunotioforma Kociolek & A.L.Burliga, 2013
- Perinotia Metzeltin & Lange-Bertalot, 2007
- Semiorbis R.M.Patrick, 1966
- Temachium Wallroth, 1833

## Systématique
Le nom correct complet (avec auteur) de ce taxon est Eunotiaceae Kützing, 1844.
Eunotiaceae a pour synonyme :
- Actinodiscaceae